# 직장 (장례)
직장(直葬)은 장례식 없이 인간의 시체를 화장 또는 매장하는 것이다. 직장은 기존의 장례식 전후 절차를 거친 시신의 처리와는 다른, 절차와 장례식이 생략된 시신 처리 방법, 혹은 상주나 인수자 없는 장례식을 말한다. 보통의 방법은 화장을 채택하고 있으나 화장이 아닌 수장, 유사시 시신을 길이나 산에 임시로 매장하거나 버리는 것 등의 사례가 존재해왔다. 직장과 같은 개념이 유사 이래로 존속하였으나, 1990년대 일본에서 연고 없이 사망하는 사망자가 발생하여 조쿠소(直葬)라는 단어로 등장하면서 폭넓게 쓰이게 되었다.
선사시대의 원시인류는 인간에게 영혼이 있고 죽은 뒤에도 사후세계가 존재한다고 믿어왔다. 따라서 사망자에게 그에 대한 기념, 추모를 하지 않으면 사망자의 영혼이 산 자들에게 재앙을 내린다는 믿음을 갖게 되었다. 인류 역사상 오래된 장례식 풍속으로는 기원전 10만년 경 네안데르탈인에 의한 시신 매장 흔적이 그것이다. 이후 구석기시대 말기 또는 중석기시대에 와서는 무당(샤먼)에 의한 원초적 종교인 샤머니즘이 등장하였다. 역사 이래 장례식에 대한 성문법이 고대 이집트와 메소포타미아, 바빌론에 등장하였고 아시아에서는 몽골의 사머니즘 중 조상신 숭배에서 비롯된 제사 의식이 등장하였다. 춘추시대에 와서는 공자에 의해 예(禮)라는 것으로 집대성되어 장례식 역시 하나의 의례가 되어 관혼상제라는 이름으로 확대되었다.
그러나 길에서 사망하거나, 선박 항해 중 사망, 전쟁 중의 사망 혹은 가족과 친척이 없는 개인의 사망 등으로 장례식을 치를 수 없거나 인수할 유가족이 없는 시체 또는 유골을 처리하면서, 장례식이 생략된 장례식이라는 뜻의 직장이라는 이름이 1990년대 일본에서 등장하게 되었다. 그러나 직장과 유사한 개념이었던 직장을 하고 난 뒤의 시체와 영혼을 말하는 무연고 사체, 무연고 시체, 무연사체, 무사귀신(無祀鬼神), 무연불(無縁佛) 등의 개념, 용어들은 이미 존재하였다. 그러나 널리 쓰이지 않다가 일본에서는 1990년대 무연사회의 확산과 함께 무연사회, 무연불과 함께 용어 사용이 확산되었다.
한국에서는 1969년 4월 17일에는 대통령령 제3886호로 제정된 매장및묘지등에관한법률시행령이 제정되었다. 이후 당 시행령 따라 사망자의 남편과 부인, 자녀, 손자, 손녀, 부모, 자녀 외 직계비속, 부모외 직계존속, 형제, 자매, 기타 친척 순으로 인수인계 통보가 된다. 그러나 이들 가족, 친척이 없거나 인수를 거부할 경우 치료, 보호기관장, 해당 병원장이 연고자로 되며 병원, 치료 보호기관 이외의 장소에서 죽거나, 해당 기관장이 인수를 거부하면 무연고 사망자로 처리되어 행정기관장을 연고자로 하게 된다. 1969년 4월 17일 처음 제정된 대한민국의 대통령령 제3886호로 제정된 매장및묘지등에관한법률시행령은 2001년 1월 27일 대통령령 제17109호 장사등에관한법률시행령으로 개정되었다. 한국에서는 가족, 친척이 없거나, 대통령령 제17109호 장사등에관한법률시행령에 따라 통보한 가족, 친척이 인수를 거부할 경우 무연고 사체로 분류되어 직장으로 장사된다. 해당 사체는 거주지 기초 행정기관의 공식 사망확인 후 해당 시청과 구청에서 1개월에서 6개월 정도 공고기간을 거친 뒤, 공고기간 내에 연고자가 나타나지 않으면 해당 시청과 구청은 장례대행업체에 시신처리를 위탁한다. 시신이 직장된 뒤 일본에서는 5년간, 대한민국에서는 10년의 보존기간을 거친 뒤 6개월~1년간의 유예기간이 경과하면 무연고 묘지에 산골되거나, 기타 장례시설로 유골이 보내진다.

## 같이 보기
| - 무연사 - 전체주의 - 조직문화 - 자유주의 - 행려사망자 - 묻지마 범죄 - 무연고 묘역 - 무연불 - 유품정리사 - 개인주의 | - 관혼상제 - 사후세계 - 내세 신앙 - 장례식 - 종교 - 조상 숭배 - 사자 숭배 - 네안데르탈인 |